# Elecciones presidenciales de Francia de 2007
Las elecciones presidenciales francesas de 2007 tuvieron lugar, en su segunda ronda, el día domingo 6 de mayo de 2007, con el propósito de elegir al sucesor de Jacques Chirac como Presidente de la República Francesa. Fueron las novenas elecciones presidenciales en la Quinta República Francesa. La primera ronda se celebró el domingo 22 de abril del mismo año, y como resultado accedieron a la segunda ronda el candidato derechista Nicolas Sarkozy y la candidata socialista Ségolène Royal, obteniendo el triunfo el abanderado del partido gubernamental. Tras la segunda ronda, Sarkozy fue proclamado Presidente de la República.

## Candidatos y programa
Los partidos políticos franceses habilitados para postular candiadatos eligieron candidato de acuerdo con los procedimientos que se exponen a continuación. 

### Izquierda

#### Partido Socialista

##### Elección de candidato
El 16 de noviembre de 2006, el Partido Socialista de Francia celebró unas elecciones con motivo de escoger a su candidato o candidata a la presidencia de la República. A estas elecciones se presentaron Ségolène Royal (diputada y esposa del primer secretario del Partido desde 1997, François Hollande), Dominique Strauss-Kahn (DSK, exministro de Economía de Mitterrand y de Jospin) y Laurent Fabius, (ex primer ministro de Miterrand). Los resultados dieron la mayoría absoluta a Royal, por tanto fue designada candidata automáticamente, sin necesidad de hacer una segunda vuelta. Estos fueron:

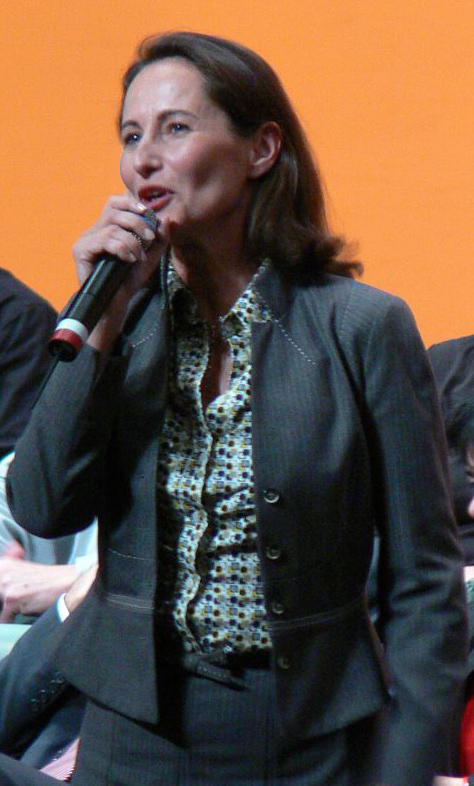
Ségolène Royal, candidata del PS, obtuvo en la primera vuelta un 25.87% de los votos, pasando a la segunda ronda

1. Ségolène Royal: 60,62%
2. Dominique Strauss-Kahn: 20,83%
3. Laurent Fabius: 18,54%

##### La candidata Ségolène Royal
Algunos de los puntos en su programa son la aprobación del matrimonio igualitario[cita requerida], a pesar de que hasta hace poco ha sido una firme detractora, lo cual ha provocado que sus críticos la consideren como una mujer que se guía por las encuestas y que no tiene unos fundamentos claros.

#### Izquierda Antiliberal

##### Olivier Besancenot
Olivier Besancenot fue el candidato de la Liga Comunista Revolucionaria, uno de los partidos de la izquierda antiliberal.
Besancenot se presentó también a las presidenciales del 2002, obteniendo el 4.25% de los votos. Finalmente, en la primera ronda fue el candidato de la izquierda antiliberal más votado, con un 4.08%, sin pasar a la segunda vuelta.

##### José Bové
José Bové: Se ha postulado como candidato en espera de partido político, representando a la izquierda antiliberal.

##### Marie-George Buffet
Marie-George Buffet candidata del Partido Comunista de Francia.

##### Arlette Laguiller
Arlette Laguiller candidata de Lucha Obrera.

##### Gérard Schivardi
Gérard Schivardi fue el candidato del Partido de los Trabajadores.

##### Dominique Voynet
Dominique Voynet: candidata de Los Verdes.

### Centro

#### François Bayrou

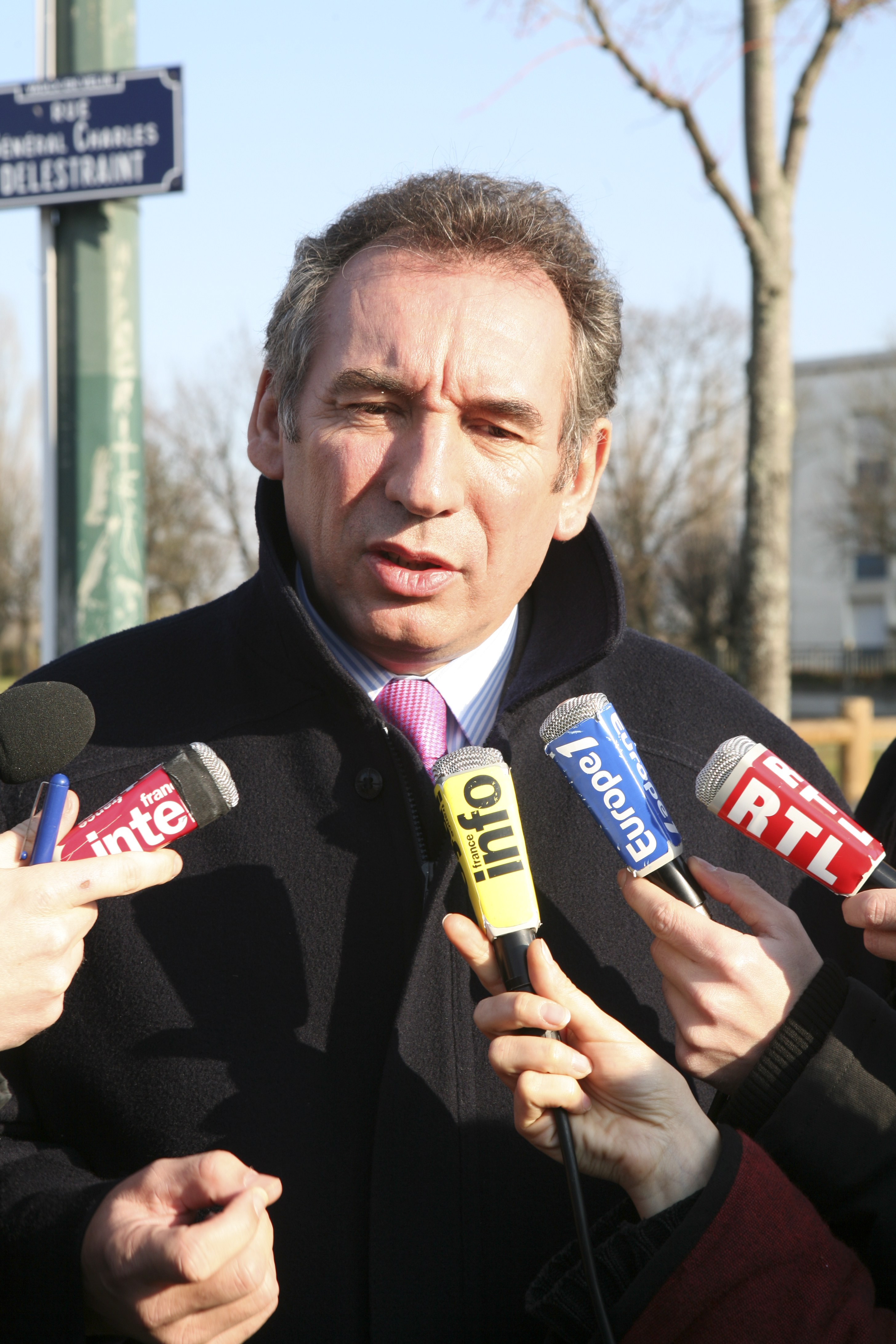
François Bayrou en campaña

François Bayrou, presidente de la Unión para la Democracia Francesa, (UDF) partido que por mucho tiempo estuvo aliado al UMP, ha tomado una política más independiente y, aunque existen divisiones en el partido en torno a este giro, es el candidato de la UDF a la presidencia de la República, pidiendo los centristas procieves a mantener la alianza con los conservadores el voto para Nicolas Sarkozy (caso de Gilles De Robien). Bayrou se presentó a las anteriores elecciones presidenciales, las del 2002, dónde obtuvo unos 2 000 000 de votos (6,84%).
El apoyo a Bayrou fue aumentando a lo largo de la campaña electoral: a mediados de octubre de 2006 los sondeos le atribuían un 7% de los votos, sin embargo, hacia febrero-marzo, éstos anunciaban que Bayrou es el político más popular de toda Francia y que su intención de voto en la primera ronda llegaba al 23%. Con este porcentaje quedaría tercero, tras Sarkozy y Royal, por lo cual no podría pasar a segunda ronda, sin embargo, los franceses, de tener que escoger entre Sarkozy y Bayrou o entre Royal y Bayrou, votarían al centrista mayoritariamente.
El programa político de Bayrou se centra en una defensa de la economía social de mercado, aunque cree necesarias grandes reformas para mantener el nivel de bienestar francés, y del fortalecimiento de la Unión Europea (siendo defensor de un modelo federal europeo). Durante la campaña criticó duramente el modelo bipartidista francés de derecha-izquierda, el cual, según el, es el causante de los problemas actuales de Francia.
El 22 de abril, Bayrou quedó tercero con un 18.57% de los votos, quedando excluido de la 2 vuelta, donde concurrirán Sarkozy y Ségolène. Durante la campaña para esta segunda ronda, Bayrou celebró un debate con la candidata socialista (que levantó mucha polémica) y, después del debate de ésta con Sarkozy, anunció que no votaría por el conservador.

### Derecha

#### Unión por un Movimiento Popular

##### Elección de candidato

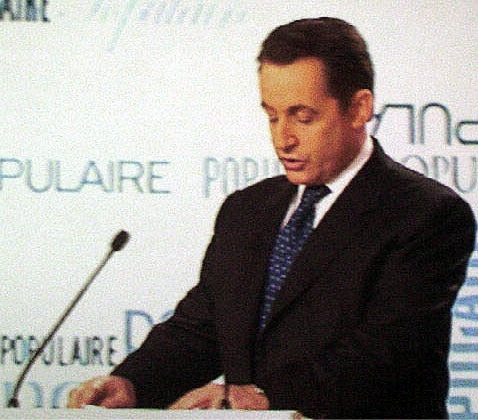
Nicolas Sarkozy, que según todas las encuestas, era el candidato de la derecha con más posibilidades de ganar

La Unión por un Movimiento Popular (partido del candidato Nicolas Sarkozy), tuvo en un principio como principales candidatos al primer ministro Dominique de Villepin, considerado el favorito del presidente Chirac, y al Ministro de Interior, Nicolas Sarkozy. La candidatura del anterior presidente Jacques Chirac pareció probable por un tiempo, pero perdió posibilidades debido en parte al rechazo popular a la Constitución Europea, que él había apoyado abiertamente. Por otro lado, la Ley de Contrato Primer Empleo impulsada por de Villepin, que fue el motivo de manifestaciones masivas y caos social en Francia, hizo que su aceptación bajara drásticamente al punto de haber perdido parte del apoyo que le daba su partido. Esto favoreció a Sarkozy, pues su principal rival dentro de su partido había perdido muchos de los apoyos.
El 14 de enero de 2007, la UMP celebró elecciones primarias para designar al candidato, elecciones en las que Sarkozy fue el único candidato, pues Michèlle Aliot-Marie, ministra de defensa y posible candidata pro-Chiraq, anunció dos días antes de estas elecciones (el 12 de enero de 2007), tras una reunión con Sarkozy, que no se presentará a las presidenciales y que apoyaría a Sarkozy. Los resultados de estas fueron:
1. Nicolas Sarkozy: 98,1%

- Participación: 69,06%

##### El candidato Nicolas Sarkozy
Nicolas Sarkozy, ya como candidato oficial de la UMP y considerándose a sí mismo como una persona de derechas, centró su campaña electoral en recuperar el valor del trabajo, en acabar con el espíritu del mayo de 1968 (que según él es el que ha provocado el declieve francés), bajar algunos impuestos y defender el orden y la autoridad. También propuso la creación de un ministerio de Inmigración e Identidad Nacional.

Sarkozy (sobre mayo del 68) 

"Sí, la moral, dijo, una palabra que no me da miedo. La moral, algo que después de mayo de 1968 no se podía hablar (...). Los herederos de Mayo del 68 habían impuesto la idea de que todo vale, que no hay ninguna diferencia entre el bien y el mal, entre lo cierto y lo falso, entre lo bello y lo feo; habían intentado hacer creer que el alumno vale tanto como el maestro (...), que la víctima cuenta menos que el delincuente (...), que no podía existir ninguna jerarquía de valores (...), que se había acabado la autoridad, la cortesía, el respeto; que no había nada grande, nada sagrado, nada admirable; ninguna regla, ninguna norma, que nada estaba prohibido."

Los sondeos, desde principios de 2007 dan a Sarkozy como el favorito tanto para la primera ronda como para la segunda.

#### Jean-Marie Le Pen

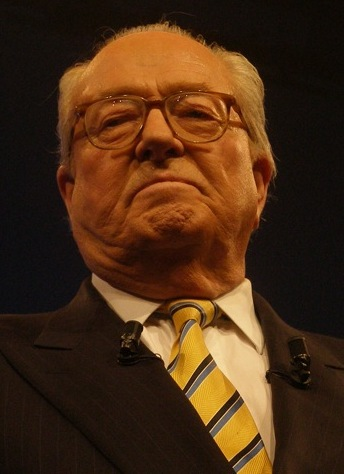
Jean-Marie Le Pen, representante de las ideas más derechistas entre los candidatos.

En vista de las elecciones presidenciales y de las legislativas de 2007, Jean-Marie Le Pen (líder del Frente Nacional) ha lanzado una llamada a diferentes partidos y corrientes políticas para constituir una « unión patriótica », según los términos siguientes: 

Renuevo mi llamada a la unión patriótica, de la que naturalmente sería el líder, puesto que soy el mejor posicionado de todos los candidatos que se llaman de derecha nacional.

Tanto Bruno Mégret (presidente del Movimiento Nacional Republicano) como el Partido Populista han respondido favorablemente a esta llamada. Aun así, Philippe de Villiers (presidente del Movimiento por Francia) ha declinado la oferta.
Algunas de las propuestas de su partido son: 
- Gran limitación de la inmigración
- Preservación de la vida tradicional (proteccionismo y paro de la construcción de mezquitas).
- Aumentar las penas para todos los delitos.
- Restablecimiento de la pena de muerte.
- Disminución de los funcionarios.
- Bajadas de impuestos y tasas para las sociedades.
- Renegociación de los tratados Francia-Europa y fortalecer el papel de Francia en las organicaciones internacionales (como la UE o la OTAN).

Hay que destacar que de ganar, Le Pen empezaría su mandato con 79 años (los mismos que tenía François Mitterrand al final de su segunda legislatura).
Las encuestas parecen mostrar una progresión de Le Pen, que según Pierre Giacometti (director general de Ipsos Francia) "cuenta con un nivel de popularidad, aceptación y tolerancia claramente más fuerte que hace cinco años".
Aun así, parece que su llegada a la segunda vuelta sería menos probable que en 2002, pues el voto está menos fragmentado y se concentra más en los dos candidatos principales (según las encuestas): Ségolène y Sarkozy.

#### Philippe de Villiers
Philippe de Villiers, miembro del Movimiento por Francia, se posiciona como el candidato contra la Europa política. Destaca sus grandes diferencias con Sarkozy sobre la Constitución Europea, su apoyo a la retirada de circulación del euro en Francia y su posición en contra del matrimonio igualitario.

## La Campaña

### Campaña de la Segunda Vuelta

#### El debate Royal-Bayrou[4]
El 28 de abril se celebró un debate entre la candidata Ségolène Royal y François Bayrou, líder centrista con 7.000.000 de votos en la primera ronda. El debate, propuesto por Royal con el objetivo de conseguir los votos centristas en la segunda vuelta, fue emitido por la televisión BMF y por la radio RMC Info, tras la negativa de Canal+ a transmitirlo después de ofrecerse, con lo cual se criticó a Sarkozy (que decía que iba en contra de las instituciones) de haber intentado boicotearlo.
Durante el debate, la socialista y el centrista coincidieron en las políticas sociales, en las reformas por hacer y en asuntos relacionados con Europa, aunque discreparon en materia económica.

#### El debate Sarkozy-Royal.[7]
Más tarde, el 2 de mayo, se celebró el debate de los dos candidatos, Nicolas Sarkozy y Ségolène Royal. Durante el debate, de más de dos horas y media, Ségolène se mostró más agresiva que de costumbre, mientras que Sarkozy se situó a la defensiva y se comportó de forma muy moderada (cambiándose los papeles, pues la socialista es vista como una persona tranquila, mientras el conservador tiene fama de duro). El punto de máxima tensión se dio cuando se habló de los niños discapacitados, cuando Royal, según Sarkozy, perdió los papeles y éste le pidió que se calmase, negándose ella, respondiendo que era un enfado sano.
Tras el debate, François Bayrou anunció que no votaría por Sarkozy.

## Sondeos

### 1.ª vuelta[9]
| Candidato            | Partido                           | 12/10/06 | 08/11/06 | 06/12/06 | 18/01/07 | 1/02/07 | 15/02/07 | 1/03/07 | 8/03/07 | 18/03/07 |
| -------------------- | --------------------------------- | -------- | -------- | -------- | -------- | ------- | -------- | ------- | ------- | -------- |
| Arlette Laguiller    | Lucha Obrera                      | 3        | 2,5      | 3,5      | 2        | 3       | 2        | 2       | 2,5     | 2        |
| Olivier Besancenot   | Liga Comunista Revolucionaria     | 4        | 4        | 3,5      | 3        | 2,5     | 3,5      | 3       | 4       | 2        |
| José Bové            | altermundista, campesino          |          |          |          |          | 4       | 3        | 2       | 1,5     | 2        |
| Marie-George Buffet  | Partido Comunista                 | 2        | 2        | 2        | 3        | 2,5     | 2,5      | 3       | 1,5     | 2,5      |
| Ségolène Royal       | Partido Socialista                | 34       | 34       | 33       | 31       | 26      | 26       | 25,5    | 25,5    | 24       |
| Dominique Voynet     | Los Verdes                        | 1        | 1,5      | 2        | 2        | 1,5     | 1        | 1       | 1       | 1        |
| François Bayrou      | Unión para la Democracia Francesa | 7        | 7        | 8        | 9        | 13      | 12       | 18,5    | 23      | 22       |
| Nicolas Sarkozy      | Unión por un Movimiento Popular   | 34       | 34       | 33       | 35       | 32      | 33       | 31      | 27      | 31       |
| Philippe de Villiers | Movimiento por Francia            | 2        | 2        | 2        | 1        | 2       | 2,5      | 1       | 1,5     | 0,5      |
| Jean-Marie Le Pen    | Frente Nacional                   | 11       | 13       | 11,5     | 13       | 12,5    | 13       | 12      | 12      | 12       |

### 2ª vuelta
| Abril de 2006                                                                                               | Royal 51% - Sarkozy 49% (18)                                    | Royal 53% - Sarkozy 47% (18 y 19)                      | Sarkozy 51% - Royal 49% (20 y 21) | Royal 51% - Sarkozy 49% (7 y 8)   |
| Mayo de 2006                                                                                                | -                                                               | Royal 53% - Sarkozy 47% (16 y 17)                      | - | Royal 51% - Sarkozy 49% (12 y 13) |
| Junio de 2006                                                                                               | -                                                               | Royal 51% - Sarkozy 49% (7)                            | Royal 51% - Sarkozy 49% (29 y 30) | Sarkozy 51% - Royal 49% (9 et 10) |
| Julio de 2006                                                                                               | -                                                               | -                                                      | - | Sarkozy 51% - Royal 49% (7 y 8)   |
| Agosto de 2006                                                                                              | -                                                               | -                                                      | - | Sarkozy 51% - Royal 49% (18 y 19) |
| Septiembre de 2006                                                                                          | -                                                               | Royal 52% - Sarkozy 48% (27)                           | - | Sarkozy 52% - Royal 48% (8 y 9)   |
| Octubre de 2006                                                                                             | Royal 51% - Sarkozy 49% (16)                                    |                                                        | Sarkozy 53% - Royal 47% (17) | Royal 50% - Sarkozy 50% (12)      |
| Noviembre de 2006                                                                                           |                                                                 | Royal 53% - Sarkozy 47% (24)                           | Royal 51% - Sarkozy 49% (17 et 18) |                                   |
| Diciembre de 2006                                                                                           |                                                                 |                                                        | Royal 50% - Sarkozy 50% (01) |                                   |
| Enero de 2007                                                                                               | Royal 52% - Sarkozy 48% (10-12) Sarkozy 52% - Royal 48% (17-18) | Royal 52% - Sarkozy 48% (4) Sarkozy 52% Royal 48% (17) | Royal 50,5% - Sarkozy 49,5% (7) Sarkozy 52% - Royal 48% (15) Sarkozy 51% - Royal 49% (18-20) Sarkozy 51% - Bayrou 49% (18-20) Bayrou 50% - Royal 50% (18-20) | Sarkozy 52% - Royal 48% (19-20)   |
| Esta lista será completada progresivamente. Ésta sólo indica los resultados de una eventual segunda vuelta. |                                                                 |                                                        | |                                   |

## Resultados electorales
Resultados del escrutinio parcial (no se incluye el voto de los residentes ausentes):

Resultados 1.ª Vuelta

Resultados Balotaje

| Primera ronda            | Primera ronda | Primera ronda | Primera ronda |
| Candidato                | Partido       | Votos         | %             |
| ------------------------ | ------------- | ------------- | ------------- |
| Nicolas Sarkozy          | UMP           | 11,448,663    | 31,18         |
| Ségolène Royal           | PSF           | 9,500,112     | 25,87         |
| François Bayrou          | UDF           | 6,820,119     | 18,57         |
| Jean-Marie Le Pen        | FN            | 3,834,530     | 10,44         |
| Olivier Besancenot       | LCR           | 1,498,581     | 4,08          |
| Philippe de Villiers     | MPF           | 818,407       | 2,23          |
| Marie-George Buffet      | PCF           | 707,268       | 1,93          |
| Dominique Voynet         | LV            | 576,666       | 1,57          |
| Arlette Laguiller        | LO            | 487,857       | 1,33          |
| José Bové                | MA            | 483,008       | 1,32          |
| Frédéric Nihous          | CPNT          | 420,645       | 1,15          |
| Gérard Schivardi         | PT            | 123,540       | 0,34          |
| Total (Votantes: 83.77%) |               | 36,719,396    | 100,0         |

| Segunda ronda            | Segunda ronda | Segunda ronda | Segunda ronda |
| Candidato                | Partido       | Votos         | %             |
| ------------------------ | ------------- | ------------- | ------------- |
| Nicolas Sarkozy          | UMP           | 18,983,138    | 53,06         |
| Ségolène Royal           | PSF           | 16,790,440    | 46,94         |
| Total (Votantes: 83.97%) |               | 35,773,578    | 100,0         |